# Farallones de Cali
Farallones de Cali är ett bergsområde i Västkordiljäran i Anderna. Den ligger i departementet Valle del Cauca i Colombia.